# 汉白玉

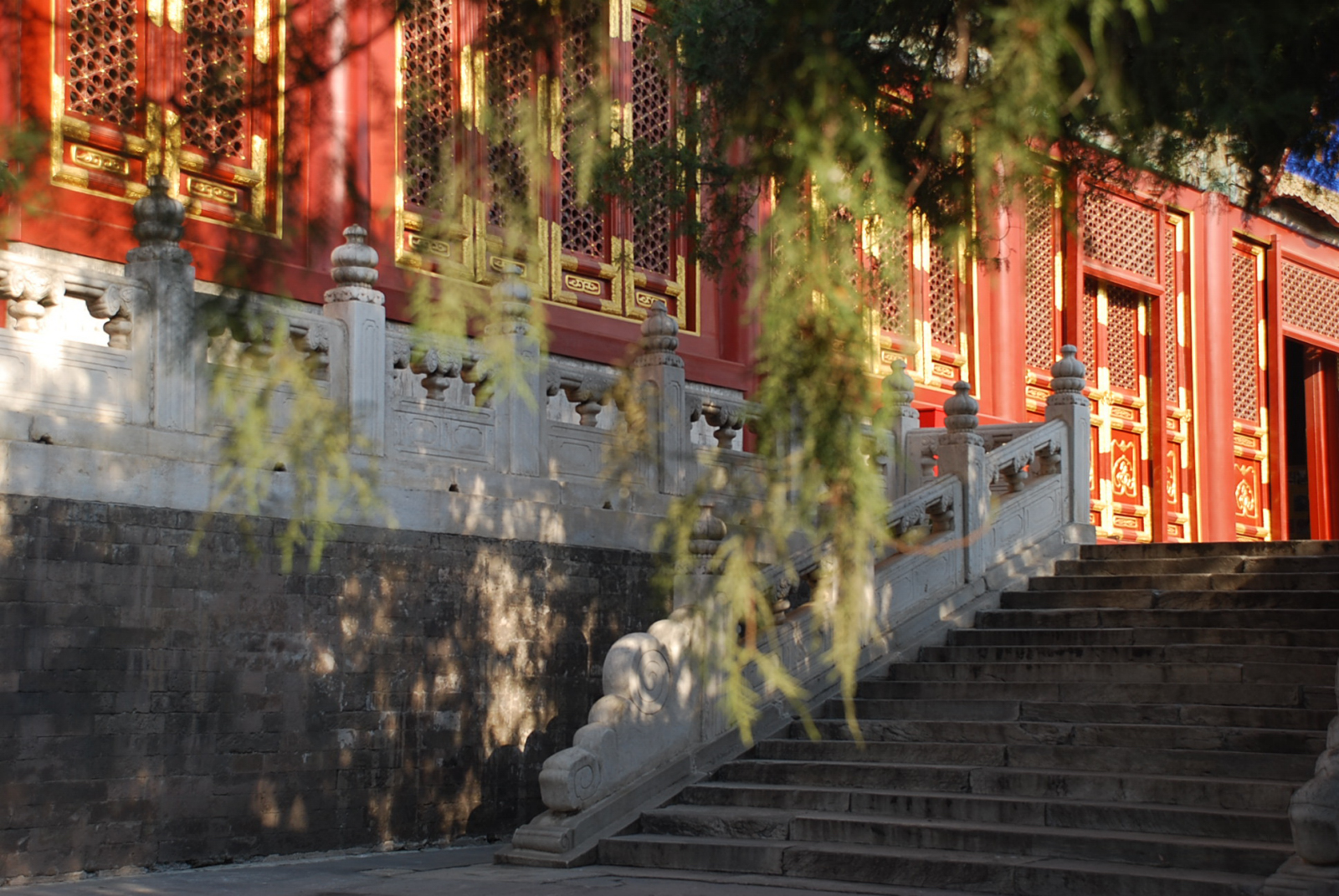
北京孔庙大成殿前用汉白玉雕刻的护栏

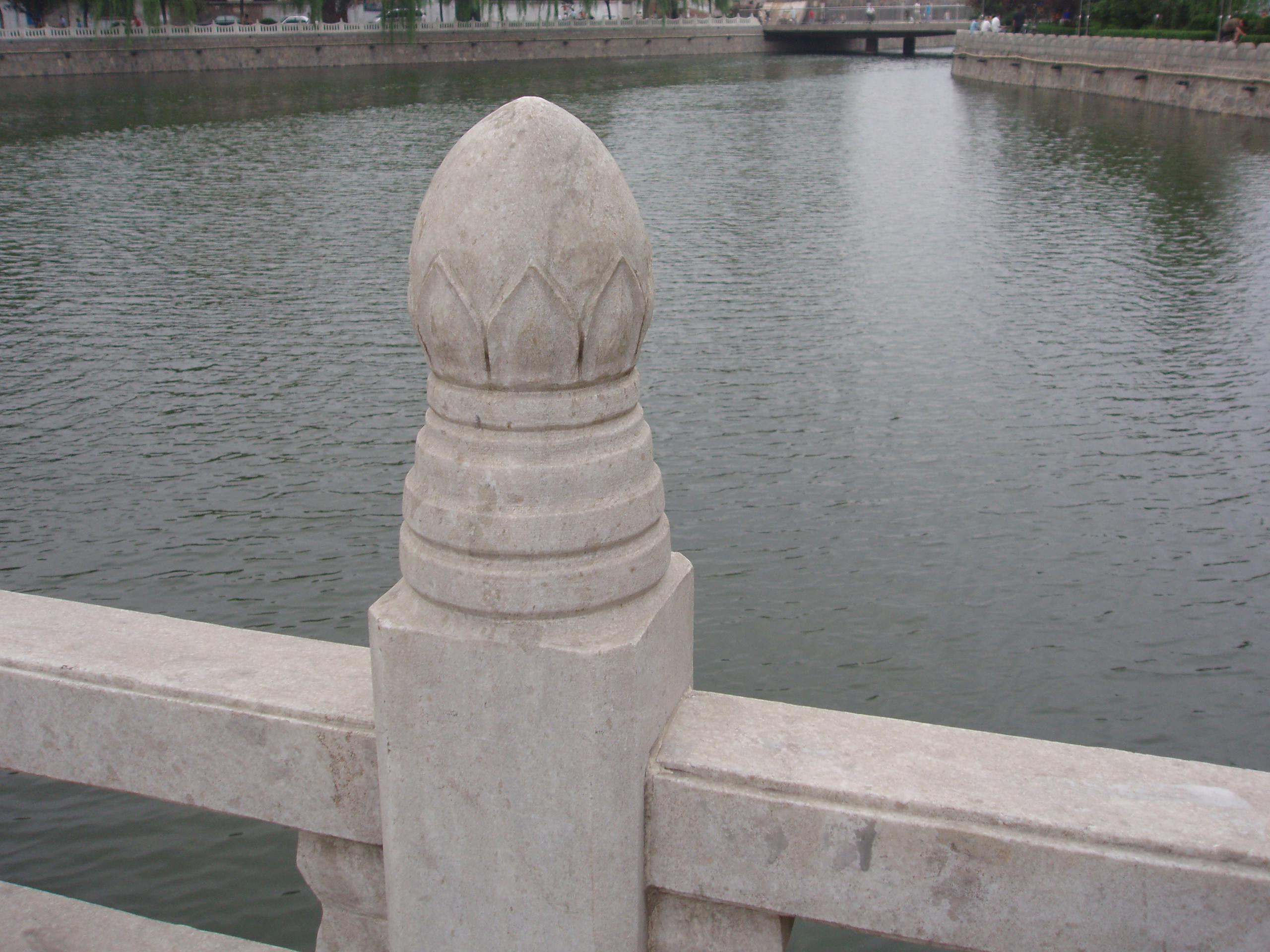
汉白玉雕刻的护栏

汉白玉是一种白色的大理岩，為石灰岩變質而來的岩石，内含闪光晶体。因为从中国漢代起，就用这种石料制作宫殿中的石阶和护栏，因此称「玉砌朱栏」。天安门前的华表，金水桥，宫内的宫殿基座，石阶，护栏都是用汉白玉制作的。汉白玉的产量约占所有大理石产量的30%。
汉白玉通体洁白，也曾用于雕刻佛像等。古希腊和古罗马人将未上色的白色大理石雕塑视为半成品，至文艺复兴时期，形成了白色大理石的审美标准。《路加福音》记载，大希律王兴建第二圣殿时曾使用大量白色大理石。

## 产地
- 北京市房山区大石窝镇的汉白玉被命名为中华人民共和国国家标准M1101「中国一号」，历史上被故宫和颐和园等皇家园林广泛应用，毛主席纪念堂内的主席坐像、中华世纪坛题字碑等所用的汉白玉也均出自大石窝[7]；
- 河北省保定市曲阳县附近富产汉白玉，自元明清三朝定都北京，曲阳石雕的发展重心便开始偏向宫殿、陵园等建筑领域，故宫断虹桥、清西陵丹陛石、卢沟桥石栏柱头石狮等均为曲阳石雕[8]。